# L'Île-du-Grand-Calumet
L'Île-du-Grand-Calumet è un comune del Canada, situato nella provincia del Québec, nella regione di Outaouais.